# 플라자 호텔

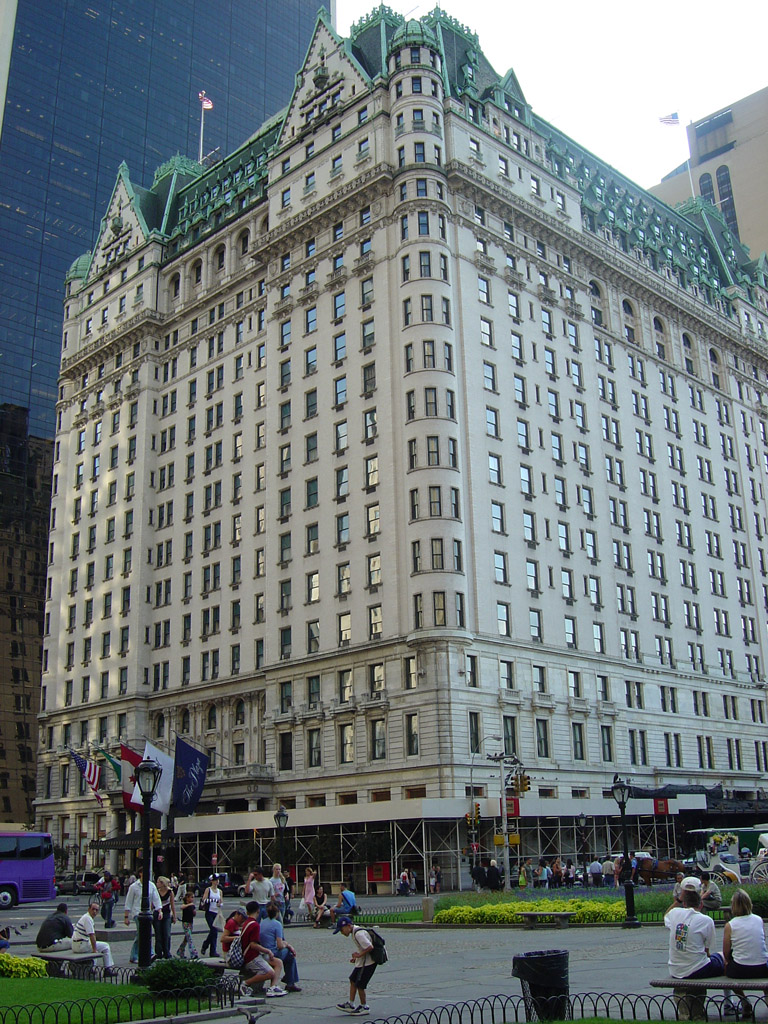
플라자 호텔

플라자 호텔(Plaza Hotel)은 미국 뉴욕 맨해튼에 위치한 호화 호텔이다. 1907년 건축되었다. 센트럴 파크의 동남 모서리에 위치한 그랜드 아미 플라자에 접하고 있다. 건물은 현재 뉴욕의 역사적 건축물로 지정되어있다. 플라자 합의가 여기서 채택되었다.나 홀로 집에 2에서 캐빈이 이 호텔에서 투숙을 했었다.
2012년 11월 인도 재벌 사하라그룹의 수브라타 로이 회장이 플라자호텔이 지분 75%를 매입했다. 위대한 개츠비(소설)의 배경이다. 따라서 2013년 영화판에선 실제로 이 호텔에서 촬영을 진행했다.